# USS Nevada (BB-36)
El USS Nevada (BB-36), fue el segundo buque de la Armada de los Estados Unidos en portar el citado nombre, que se debe al 36.º estado del país. Era el primero de los dos acorazados de la clase Nevada, su gemelo era el USS Oklahoma (BB-37).

## Historia
Botado en 1914, el USS Nevada, significó un salto adelante en la tecnología de los acorazados; tres de sus nuevas características se incluyeron en casi todos los acorazados estadounidenses posteriores: torretas con tres cañones, el uso del fuel oil como combustible en lugar del carbón, y el principio de blindaje «todo o nada», que ponía un mayor énfasis en la protección de las zonas más importantes.
El USS Nevada sirvió en ambas guerras mundiales; durante los últimos meses de la Primera Guerra Mundial, estuvo basado en Bantry Bay, Irlanda, para proteger los envíos de suministros entre este punto y Reino Unido. Durante la Segunda Guerra Mundial, fue uno de los acorazados que sufrió el ataque japonés a Pearl Harbor. Fue el único acorazado en ponerse en marcha bajo el ataque, convirtiéndose en "el único punto brillante en la que de otra manera, hubiera sido una deprimente mañana" para los Estados Unidos. No obstante, fue impactado por un torpedo y al menos seis bombas mientras navegaba, forzándolo a embarrancar. Posteriormente, fue salvado y modernizado en el Puget Sound Navy Yard, El USS Nevada sirvió como escolta de convoyes en el Océano Atlántico, y proporcionó cobertura con su artillería principal en cuatro desembarcos anfibios: Normandía, el sur de Francia, Iwo Jima y Okinawa.
Tras la Segunda Guerra Mundial, la Armada, decidió que el USS Nevada era demasiado antiguo para mantenerlo, y fue designado como buque objetivo para pruebas atómicas, por lo que fue conducido al Atolón de Bikini en julio de 1946, para realizar la Operación Crossroads. Tras ser impactado por dos bombas atómicas, seguía a flote, pero gravemente dañado y radioactivo. Fue dado de baja el 29 de agosto de 1946 y hundido como blanco naval durante unas prácticas navales de tiro el 31 de julio de 1948.
El 13 de mayo de 2020 los restos del buque fueron encontrados a casi 4,5 kilómetros de profundidad aproximadamente a 65 millas náuticas al suroeste de Pearl Harbor.